# Senale-San Felice
Senàle-San Felice (Unsere Liebe Frau im Walde-St. Felix in tedesco) è un comune italiano di 811 abitanti della provincia autonoma di Bolzano in Trentino-Alto Adige. È composto dalle due località di Senale e San Felice.

## Origini del nome

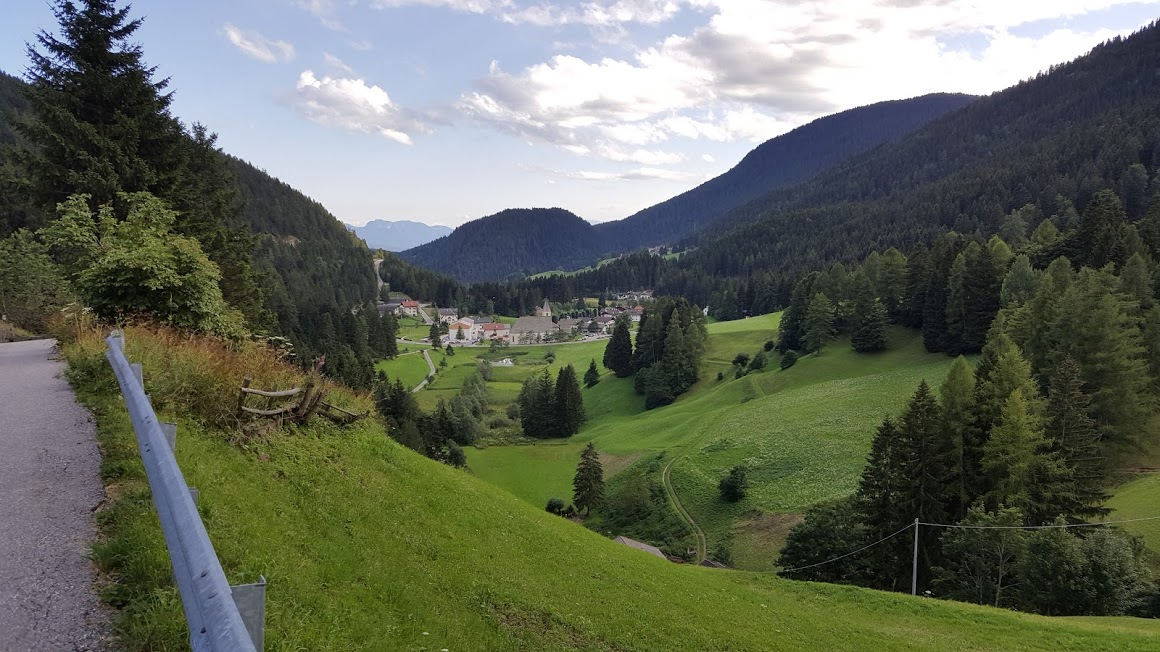
Panorama

Il toponimo di Senale è attestato dal 1321 e deriva dal latino cascina ("cascina") con un suffisso -ale, mentre il nome del santo è quello del patrono della chiesa di San Felice. Nel 1496 è attestata la forma zu Unser lieben Frawen im Wald auf Nons.
Il nome in tedesco significa "Nostra Cara Madonna nel Bosco-San Felice". La forma locale dialettale è Wḁlt.

## Storia
Già dal medioevo la struttura ecclesiastica di Senale, posta lungo la via secondaria del passo Palade (Gampenjoch) e pertanto luogo di transito, era importante luogo di pellegrinaggio e veniva gestito dai canonici regolari del monastero agostiniano di Gries a Bolzano.
Nel 1946 è passato, come il resto del Alta Val di Non, dalla provincia autonoma di Trento alla provincia autonoma di Bolzano in seguito all'accordo De Gasperi-Gruber.
Nel 1974 i due antropologi statunitensi John W. Cole e Eric R. Wolf, in uno studio intitolato La frontiera nascosta, considerato ormai un classico del suo genere, confrontano le abitudini del sistema ereditario e proprietario della comunità di Senale-San Felice con quella di Tret, frazione di Borgo d'Anaunia, in Trentino, evidenziandone le differenziazioni culturali e simboliche atte a strutturare l'assetto societario stesso lungo i confini linguistico-etnici.
All'interno del suo territorio comunale, si trova lo sbarramento le Palade, uno sbarramento difensivo appartenente al Vallo alpino in Alto Adige.

### Simboli
Il comune ha la particolarità di avere gli stemmi dei due comuni congiunti, entrambi di azzurro con un quadrato d'oro dai lati curvati ed i vertici, ornati da trifogli, che raffigurano i quattro comuni originari di lingua tedesca della Val di Non: Lauregno, Proves e Senale-San Felice. Nel primo quadrato è raffigurata una chiesa, rappresentante il santuario di Senale, vista di profilo, nel secondo l'immagine di san Felice che tiene una palma con la mano sinistra ed un libro con la destra. Lo stemma è stato adottato nel 1966.

## Monumenti e luoghi d'interesse

### Architetture religiose
- Chiesa di San Felice, parrocchiale

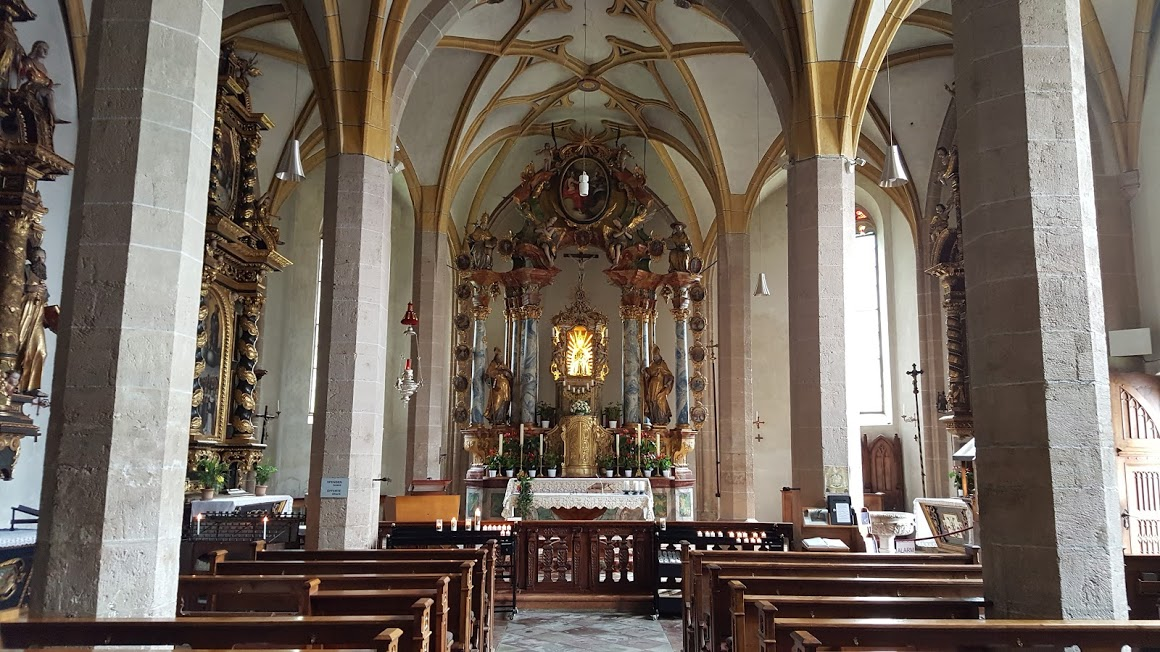
Interno del santuario

- Santuario della Madonna di Senale. Già dal XII secolo è celebre meta di pellegrinaggio; infatti i primi documenti lo vedono menzionato già dal 1184 come convento con ospizio per i pellegrini diretti da o verso il passo Palade[11]. Nell'anno 1224 esiste come convento agostiniano. La chiesa presenta una struttura semplice e al suo interno è ricca di altari e altre opere d'arte. In stile gotico, con i suoi altari barocchi riccamente intagliati e l'immagine votiva della Vergine, patrona di Senale.Interno del santuario Al centro si conserva l'immagine miracolosa della “Madonna del Bosco” (Gnadenbild Maria mit dem Kinde), risalente al 1430 circa, in una nicchia dorata sopra l’altare maggiore. L'organo attuale fu costruito nel 1868, utilizzando anche parti di quello precedente risalente al 1668. Ad inizio agosto solitamente viene organizzato un pellegrinaggio verso il santuario con partenza dalla Basilica dei SS. Martiri di Sanzeno.

## Società

### Appartenenza linguistica
È uno dei 3 comuni germanofoni della val di Non, in quanto la sua popolazione è per la quasi sua totalità  germanofona:
| %      | Ripartizione linguistica (gruppi principali) |
| ------ | -------------------------------------------- |
| 90,42% | madrelingua tedesca                          |
| 9,44%  | madrelingua italiana                         |
| 0,14%  | madrelingua ladina                           |

### Evoluzione demografica
Abitanti censiti

## Amministrazione
| Periodo | Periodo   | Primo cittadino | Partito | Carica  | Note |
| ------- | --------- | --------------- | ------- | ------- | ---- |
| 2000    | 2005      | Waltraud Kofler | SVP     | Sindaco |      |
| 2005    | 2010      | Waltraud Kofler | SVP     | Sindaco |      |
| 2010    | 2015      | Patrik Ausserer | SVP     | Sindaco |      |
| 2016    | in carica | Gabriela Kofler | SVP     | Sindaco |      |